# Canari frigo

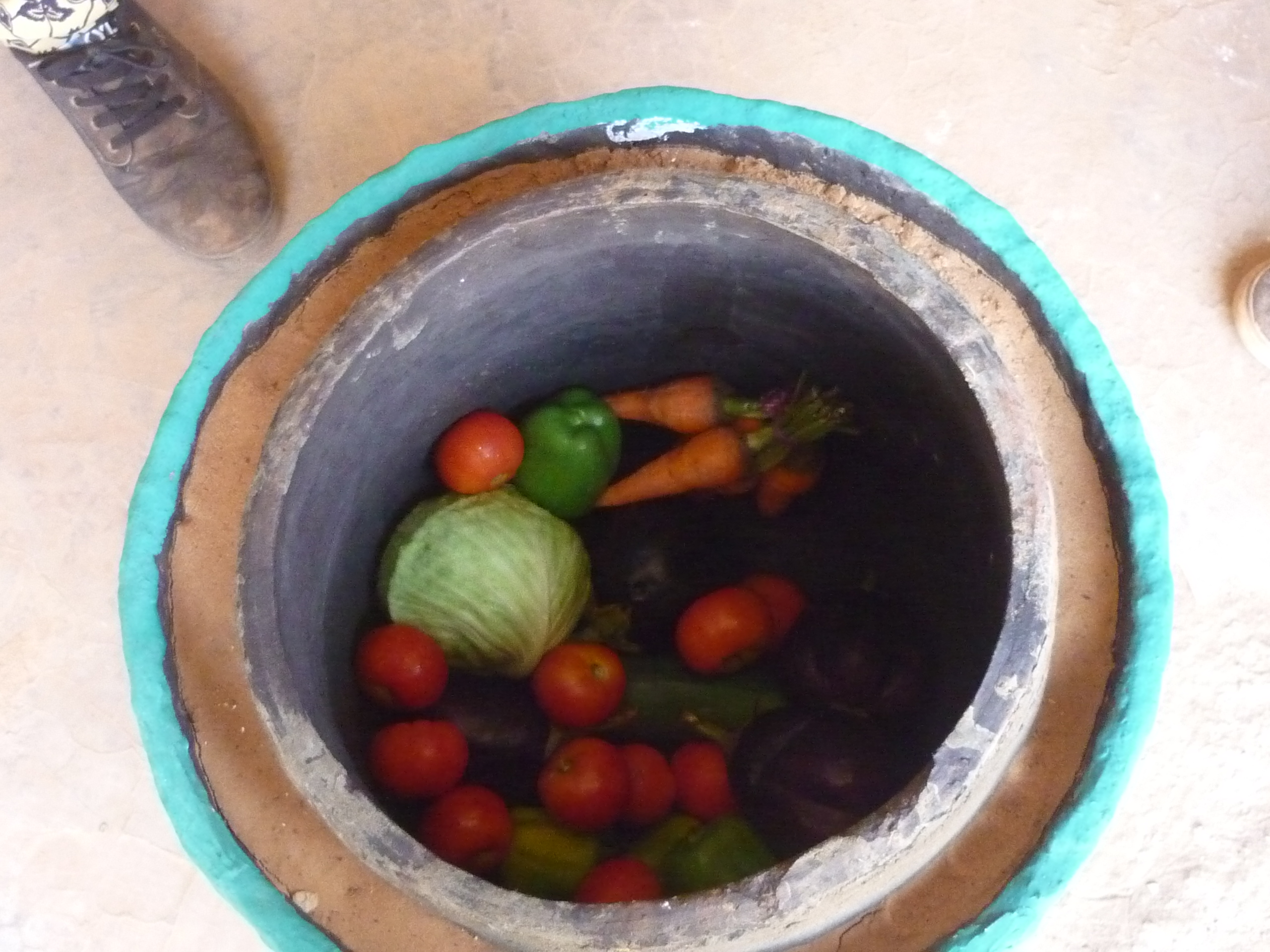
Conception du frigo : un pot dans un autre, les deux séparés par du sable, renferment des légumes.

Le canari frigo, ou frigo du désert, est un dispositif de réfrigération qui maintient les aliments au frais sans électricité, en utilisant le refroidissement par évaporation.
Adaptée aux fruits et légumes non coupés, son utilisation n'est cependant pas recommandée pour les viandes, poissons ou produits laitiers.

## Histoire
Le refroidissement par évaporation semble avoir été utilisé en Afrique du Nord dès l'Ancien Empire égyptien, vers 2500 av. J.-C.. Des fresques montrent des esclaves éventant des pots à eau, ce qui devait augmenter le flux d'air autour de ces contenants poreux et leur refroidissement. De tels pots perdurent de nos jours, appelés zeer[Traduire passage] (en arabe زير). Cette technique aurait été oubliée depuis le développement des réfrigérateurs électriques.
Dans le sous-continent indien, les pots à eau en terre de type ghara, matka et surahi sont utilisés quotidiennement. En Espagne, les botijos sont des pots poreux utilisés pour stocker et rafraîchir l'eau ; ils sont utilisés depuis des siècles et leur usage est encore relativement courant. Les botijos sont surtout utilisés sous les climats méditerranéens méridionaux, où ils exploitent l'« effet botijo »,
Dans les années 1890, des chercheurs d'or australiens ont conçu le Coolgardie safe (en) (« coffre de Coolgardie »), qui reposait sur le même principe d'évaporation d'un enrobant.
Le canari frigo et son procédé de fabrication ont été conçus par Mohammed Bah Abba pour aider les familles soudanaises à conserver leurs aliments, bien que le principe de fonctionnement soit connu et mis en application depuis au moins 2500 av. J.-C..
Mohammed Bah Abba, enseignant nigérian issu d'une famille de potiers, a développé le « réfrigérateur du désert » ou « pot-en-pot » en 1995. Pour ses travaux, il a remporté le Rolex Awards for Enterprise en 2000 et le Shell Award for Sustainable Development en 2001, ainsi qu'un prix de 75 000 € dont il s'est servi pour rendre le dispositif abordable dans son pays,. En 2001, il en avait vendu plus de 12 000, à 0,40 $ l'unité.

## Principe

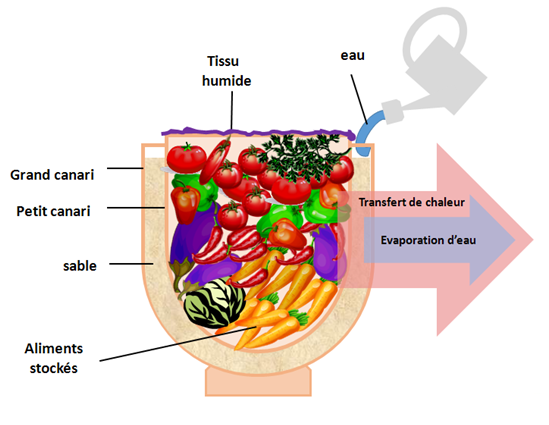
Système de réfrigération du canari frigo.

Un pot en terre cuite poreuse, canari en Afrique de l'Ouest et centrale, garni de sable humide, contient un pot intérieur dans lequel l'aliment est placé ; si le pot intérieur est hermétique, il peut contenir des liquides : l'évaporation du liquide extrait la chaleur de la cuve intérieure transférant son enthalpie de vaporisation à l'air ambiant. L'appareil peut être utilisé pour refroidir des substances telles que l'eau, les aliments ou les médicaments sensibles aux hautes températures.

## Intérêt et efficacité
L'efficacité du dispositif varie selon plusieurs facteurs :
- le taux d'humidité ambiant : dans un air humide l'eau s'évapore moins bien, donc l'énergie drainée hors du système est moindre, et donc le système est moins efficace ;
- la ventilation de l'emplacement : placer le dispositif dans un endroit ventilé le rend plus efficace[12] ;
- la conductivité hydraulique de l'enveloppe externe : un récipient trop poreux fuira de l'eau en excès de l'évaporation ; à l'inverse, une paroi trop étanche ne permettra pas une évaporation optimale ;
- l'apport régulier en eau : pour garder mouillé l'ensemble de la surface extérieure.

Des écarts de température entre l'extérieur et l'intérieur jusqu'à 20 °C peuvent être observés en conditions optimales.
Le canari frigo, comme les autres dispositifs de refroidissement par évaporation, présente donc un intérêt variable selon que certaines conditions sont réunies[pas clair] :
- une humidité ambiante inférieure à 40 % ;
- une température extérieure élevée avec un maximum journalier supérieur 25 °C ;
- un accès à l'eau ;
- la disponibilité d'un emplacement ventilé et ombragé :
- les besoins locaux d'une population, variables en quantité et selon les périodes de l'année ;
- la disponibilité et accessibilité économique des composants.

En zone sahélienne, ce mode de conservation des fruits et légumes permet, outre la protection contre les insectes et autres animaux :
- la diminution de la perte d'aliment, et ainsi l'augmentation de la sécurité alimentaire en évitant l'intoxication par ingestion d'aliments non comestibles ;
- la diminution des fréquences d'achats au marché parfois distant, permettant un gain de temps, d'effort, de coût de transport ;
- des prix de ventes de produits maraîchers non transformés plus élevés, grâce à une meilleure conservation ;
- la promotion de techniques accessibles reposant sur des savoir-faire souvent déjà présents — la poterie traditionnelle — mais menacés ;
- la promotion de solutions économiques locales peu onéreuses, tant dans la réalisation des frigos canaris (emploi, matériaux) que dans la maintenance, le seul consommable étant l'eau ;
- la résilience face aux coupures d'électricité[16]

Aussi certains maraîchers s'équipent de dispositifs similaires de plus grande dimension. Construites sous un auvent ou un arbre, en doubles parois de briques, crues ou cuites, et fermées sur le dessus d'une simple toile, ces chambres froides autonomes permettent aux producteurs de conserver leurs stocks à l'abri de la chaleur, et d'y puiser leur production pour approvisionner leur étal.
Lorsqu'elles sont construites en briques crues, ces chambres froides sont intégralement recyclables ou dispersables sans pollution.